# Portomarín
Portomarín is een gemeente in de Spaanse provincie Lugo in de regio Galicië met een oppervlakte van 115 km². Portomarín telt 1.528 inwoners (1 januari 2016). De gemeente ontstond en ontwikkelde zich verder naast een Romeinse brug over de Miño. Portomarín ligt op de pelgrimsroute naar Santiago de Compostella.

## Nieuwe gemeente
In 1962 werd de Miño ingedamd om het stuwmeer van Belesar te vormen. Zo werd de oorspronkelijke gemeente Portomarín onder water gezet. Heel wat waardevolle historische gebouwen werden zorgvuldig afgebroken en werden in het naburige Monte do Cristo steen voor steen weer opgetrokken. Het bekendste voorbeeld is de romaanse kerk San Nicolás waarvan elke steen genummerd werd. Op veel stenen kan het nummer nog afgelezen worden.
Als het waterniveau van het stuwmeer laag staat, kunnen overblijfselen van oude gebouwen nog gezien worden.

## Bezienswaardigheid

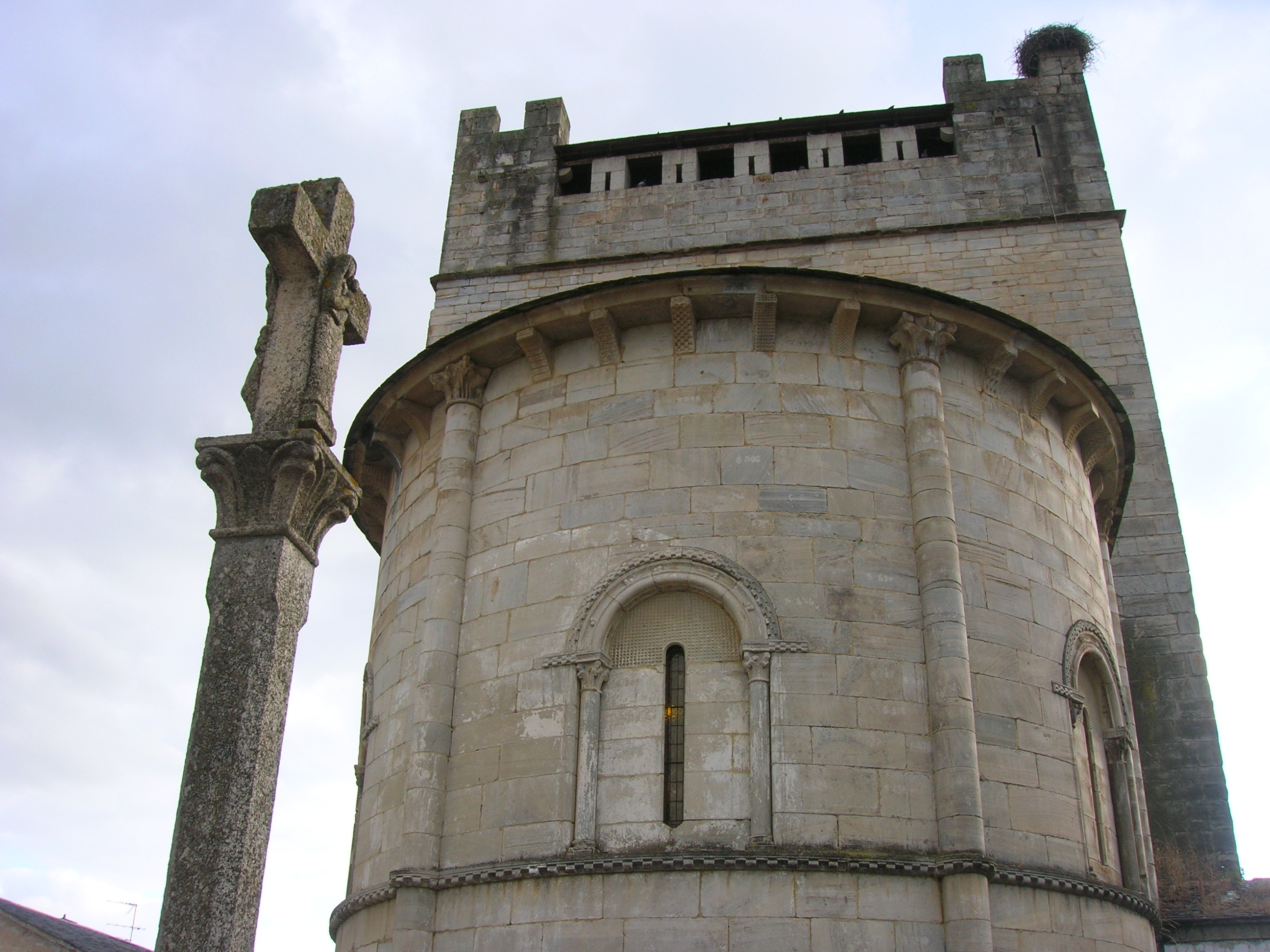
San Nicolás

De versterkte kerk San Nicolás ziet eruit als een burcht. Ze werd in opdracht van de Orde van Malta gebouwd tussen het einde van de 12e eeuw en het begin van de 13e eeuw. De kerk is een van de belangrijkste romaanse gebouwen van Galicië. Haar architectonische harmonie en haar hoge muren springen dadelijk in het oog. Ze heeft vier torens die een defensieve functie hebben. Het gebeeldhouwd portaal van de voorgevel vertoont bewerkte archivolten. Op de binnenste staan de 24 musicerende grijsaards van de Apocalyps afgebeeld. Met hun muziek verheerlijken ze God die in de mandorla van het timpaan in hun midden vertoeft. Boven het portaal bevindt zich een indrukwekkend roosvenster. Daarboven torenen de kantelen van de torens uit. Ook de twee andere portalen zijn romaans van factuur. Achteraan, boven de apsis, is er een tweede, kleiner roosvenster. Binnen vallen o.a. het tongewelf en mooi bewerkte kapitelen op.

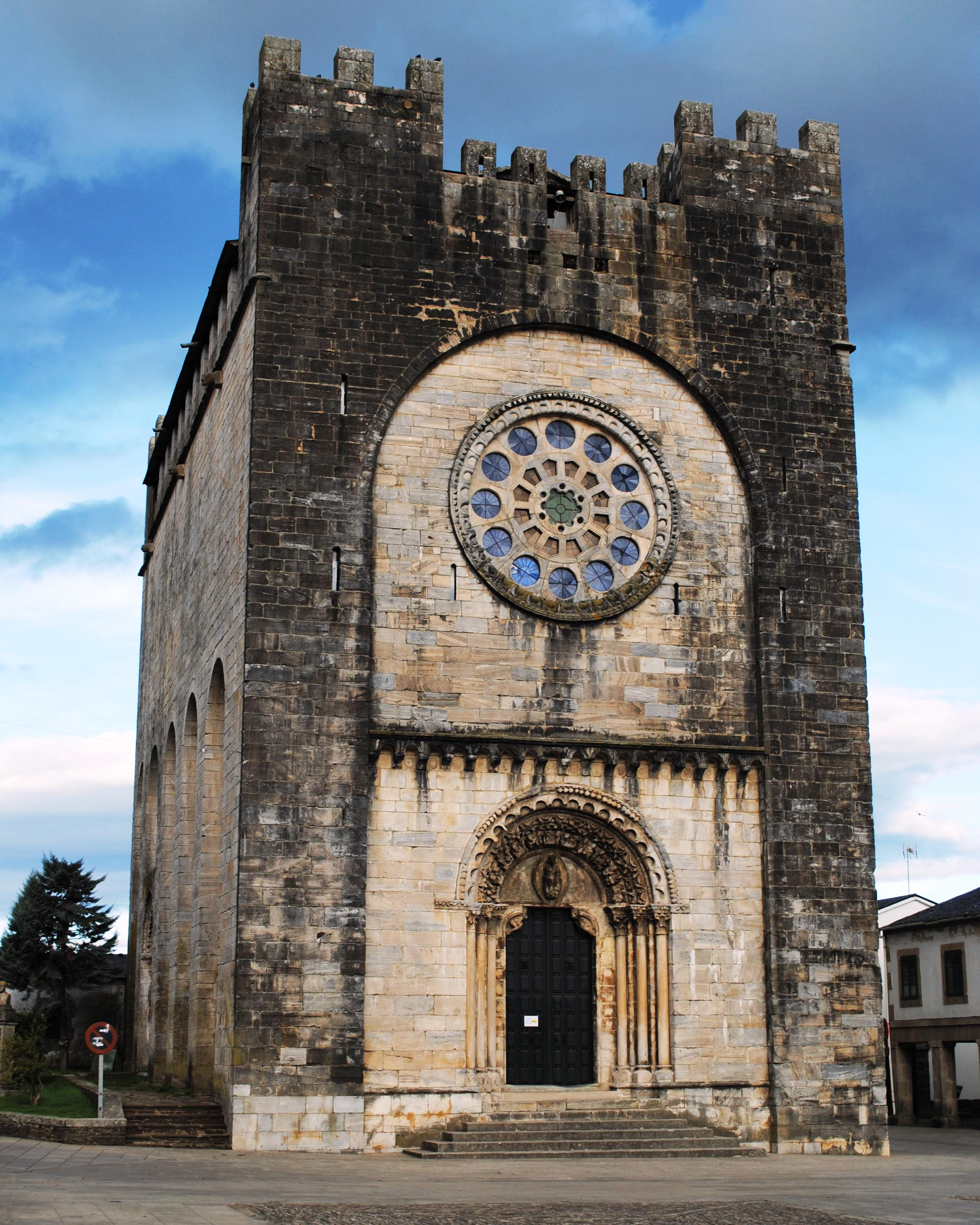
San Xoán

Abadín · Alfoz · Antas de Ulla · Baleira · Baralla · Barreiros · Becerreá · Begonte · Bóveda · Burela · Carballedo · Castro de Rei · Castroverde · Cervantes · Cervo · Chantada · O Corgo · Cospeito · Folgoso do Courel · A Fonsagrada · Foz · Friol · Guitiriz · Guntín · O Incio · Láncara · Lourenzá · Lugo · Meira · Mondoñedo · Monforte de Lemos · Monterroso · Muras · Navia de Suarna · Negueira de Muñiz · As Nogais · Ourol · Outeiro de Rei · Palas de Rei · Pantón · Paradela · O Páramo · A Pastoriza · Pedrafita do Cebreiro · A Pobra do Brollón · Pol · A Pontenova · Portomarín · Quiroga · Rábade · Ribadeo · Ribas de Sil · Ribeira de Piquín · Riotorto · Samos · Sarria · O Saviñao · Sober · Taboada · Trabada · Triacastela · O Valadouro · O Vicedo · Vilalba · Viveiro · Xermade · Xove